# ウラジーミル・リヴォヴィチ
ウラジーミル・リヴォヴィチ（ロシア語: Владимир Львович、生年不詳 - 1324年または1340年）は、ガーリチ公レフの子である。母はムスチスラヴリ公ロマンの娘オリガ。ガーリチ・ヴォルィーニの統治期間は1323年から1325年、あるいはこの期間以内とみられている。
ウラジーミルに関しては、ルーシのレートピシ（年代記）には言及がみられない。また、ポーランドの史料によれば、ウラジーミルは名目上の統治者であり、実権はボヤーレ（貴族層）の長ドミトリー・デティコ(ru)が握っていたと記されている。とはいえ、リトアニアの年代記にも、ウラジーミルは、イルピン川の戦いにおいてゲディミナスと戦ったヴォルィーニ公として記されている。
ウラジーミルの最後に関しては、リトアニアの年代記は、ウラジーミルはこの1324年のイルピン川の戦いで戦死したと記している。一方、『リトアニアジュマイディヤ年代記(ru)』では、1340年にウラジーミルは死亡し、それによってリュバルタスがヴォルィーニ、ルーツクの全域を手中に収めたと記されている。
いずれにせよ、ウラジーミルが、ガ－リチ・ヴォルィーニ公国を統治したリューリク朝の一系統であるロマン家(ru)の、男系の最後の末裔となった。